# Перевощиков, Генрих Ксенофонтович
 Ге́нрих Ксенофо́нтович Перево́щиков  (14 сентября 1937, Верх-Нязь — 23 октября 2016, Ижевск) — советский и российский удмуртский прозаик, журналист и редактор, член Союза писателей СССР (1977). Народный писатель Удмуртии (1994).

## Биография
В 1960 году окончил историко-филологический факультет Удмуртского государственного педагогического института. В 1960—1961 годах служил в рядах Советской Армии.
1963—1966 гг. — корреспондент, редактор молодёжных передач Удмуртского радио,
1976—1978 гг. — литературный консультант Союза писателей Удмуртской АССР,
1978—1981 гг. — председатель правления Союза писателей Удмуртской АССР.
С 1981 г. — на литературной работе.

## Творчество
Первые произведения были опубликованы в рукописном альманахе «Азьлань» литературного кружка УГПИ. В 1960 году вышел в свет первый сборник рассказов «Тодьы гырлы» (Белый колокольчик). Г. Перевощиковым написаны очерки о подвиге земляков в годы Великой Отечественной войны, которые были отмечены премией Комсомола Удмуртии.
В конце 1970-х годов им была создана первая в удмуртской литературе тетралогия «Йыбыртты музъемлы» (Поклонись земле). В 1987 году тетралогия была отмечена Государственной премией Удмуртии.

## Произведения
- Повесть «Омырын — Меркушев» (В воздухе — Меркушев), 1970, в соавт. с Ю. Кедровым)
- Очерк «Кыдазы егитъес» (Мужала молодежь, 1970)
- Очерк «Куашетиз сильтол» (В грохоте бури, 1975)
- Роман-тетралогия «Йыбыртты музъемлы» (Поклонись земле, 1977)

«Югдонын» зардэ" (В «Восходе» рассветает, 1980)
«Тулкымлы пумит» (Волне наперекор, 1981)
«Нуназе азьын» (В полдень, 1986)
- «Йовалег» (Гололед, 1989)
- «Тодьы куака» (Белая ворона, 1996)
- Трилогия из повестей «Сюлэмтэм дунне» («Ыш-ыш», «Об-об», «Эх ма-а» — Жестокосердие, 1994—1998)

## Премии и звания
- Лауреат премии комсомола Удмуртии (1968)
- Лауреат Государственной премии Удмуртской АССР (1987)
- Народный писатель Удмуртии (1994)
- Заслуженный работник культуры Российской Федерации (1998)
- Орден Дружбы (2006)[1]